# ザ・キープ
『ザ・キープ』（原題：The Keep）は、F・ポール・ウィルソンによるホラー小説。『アドヴァーサリ・サイクル』シリーズの第一弾である。日本語版は広瀬順弘による翻訳で、扶桑社から出版されている。かつて発売されていた角川文庫版の邦題は『城塞』。

## ストーリー
舞台は第2次世界大戦下の1941年、ルーマニアのトランシルヴァニア。中世に築かれた城塞を占領したドイツ軍の兵士が次々と惨殺された。ユダヤ人歴史学者のクザ教授と娘のエヴァは、SSのカンプファー隊長から命じられ調査を開始する。
一方、惨殺開始とともに目覚めた謎の人物グレッケンもまた、城塞を目指していた。

## 出版情報
- 角川文庫版
  - 城塞（ザ・キープ）（F・ポール・ウィルソン著、広瀬順弘・訳、1984年7月）
    - 上 ISBN 978-4042592013
    - 下 ISBN 978-4042592020
- 扶桑社ミステリー版
  - ザ・キープ（F・ポール・ウィルスン著、広瀬順弘・訳、1994年1月）
    - 上 ISBN 978-4594013318
    - 下 ISBN 978-4594013325

## 映画
1983年にマイケル・マンによって映画化された。第11回サターンホラー映画賞にノミネートされた。

### キャスト
| 役名                           | 俳優                     | 日本語吹替                             |
| 役名                           | 俳優                     | 日本テレビ版                           |
| ------------------------------ | ------------------------ | -------------------------------------- |
| グレッケン・トリスメグストゥス | スコット・グレン         | 津嘉山正種                             |
| テオドール・クザ教授           | イアン・マッケラン       | 内田稔                                 |
| エヴァ・クザ                   | アルバータ・ワトソン     | 高畑淳子                               |
| クラウス・ボーマン大尉         | ユルゲン・プロホノフ     | 池田勝                                 |
| ミハイル・フォネスク神父       | ロバート・プロスキー     | 峰恵研                                 |
| カンプファー                   | ガブリエル・バーン       | 谷口節                                 |
| アレクサンドル                 | モーガン・シェパード     | 藤本譲                                 |
| トメスク                       | ロイストン・ティクナー   | 塚田正昭                               |
| モラサール                     | マイケル・カーター       | 津嘉山正種                             |
| オスター軍曹                   | フィリップ・ジョセフ     | 江原正士                               |
| リュッツ                       | ジョン・ヴァイン         | 秋元羊介                               |
| 親衛隊副官                     | ヴォルフ・カーラー       | 江原正士                               |
| ジョセファ                     | ロザリー・クラッチェリー | 高橋ひろ子                             |
| 国境警備隊                     | ブルース・ペイン         | 喜多川拓郎                             |
|                                |                          |                                        |
| 演出                           |                          | 蕨南勝之                               |
| 翻訳                           |                          | 岩佐幸子                               |
| 解説                           |                          | 水野晴郎                               |
| 制作                           |                          | 東北新社                               |
| 初回放送                       |                          | 1989年3月23日 『水野晴郎の特選シネマ』 |

### スタッフ
- 監督・脚本：マイケル・マン
- 製作補：リチャード・ブラムス、テレサ・カーティン、ギャヴィン・マクファディン
- プロダクションデザイン：ジョン・ボックス
- 美術：アラン・トムキンス、ハーバート・ウェストブルック
- 撮影：アレックス・トムソン
- 音楽：タンジェリン・ドリーム
- 衣装デザイン：アンソニー・メンドルソン
- 舞台装置：マイケル・セアトン
- SFX：ウォーリー・ヴィーヴァーズ、ロビン・ブラウン
- 字幕：菊地浩司

## コミック
2006年にen:IDW Publishingからグラフィックノベル版が出版された。作画はen:Matthew Dow Smith。